# 北安宮
北安宮全名財團法人台北市北安宮，位於台灣台北市西藏路，為主祀天上聖母之道教廟宇。該建物興建於1957年，今為位於台北萬華區之仿古廟宇建築。另外，該廟宇的組織型態為財團法人制，祭典日期則是每年農曆之三月廿三。